# شوبان (صنعاء)

تعديل مصدري - تعديل

شوبان هي إحدى قرى الجمهورية اليمنية. تتبع جغرافيا لمحافظة صنعاء وإداريًا لمديرية الطيال. يبلغ تعداد سكانها 1502 نسمة حسب الإحصاء الذي أجري عام 2004.